# Resource Reservation Protocol
Resource Reservation Protocol (RSVP) és un protocol per permetre a les aplicacions escollir entre diversos nivells de servei d'entrega dels paquets que generen. Requerint únicament que: 
Els elements durant el seu camí (nodes i subxarxes) han de disposar de mecanismes per controlar la QoS. Tals mecanismes els proporcionen els serveis de control de QoS com Controlled-Load i Guaranteed Services.
Ha d'existir un procediment per sol·licitar des de l'aplicació fins a les subxarxes, els requeriments que es necessitaran durant el camí que han de realitzar els paquets. Aquest procediment RSVP el realitza a través dels missatges RESV i PATH.